# Pangkalan (Bojong)
Pangkalan is een bestuurslaag in het regentschap Purwakarta van de provincie West-Java, Indonesië. Pangkalan telt 2235 inwoners (volkstelling 2010).